# イムスト郡

イムスト郡
Bezirk Imst

イムスト郡（イムストぐん、巴: Bezirk Imscht, 独: Bezirk Imst）は、オーストリアのチロル州西部にある郡（Bezirk; 行政管区とも訳される）。郡庁所在地はイムスト。
西でランデック郡と、北でロイテ郡およびわずかにドイツ・バイエルン州のガルミッシュ＝パルテンキルヒェン郡と、東でインスブルック＝ラント郡と、南でイタリアのボルツァーノ自治県（旧：南チロル）と接している。
住民構成は、バイエルン語を使用するバイエルン人および、イタリア系などで占めている。

## 各市町村
イムスト郡には以下の24の市町村（Gemeinde; ゲマインデ）がある。
- アーツル・イム・ピッツタール Arzl im Pitztal
- ハイミング Haiming
- イムスト Imst
- イムスターベルク Imsterberg
- イェルツェンス Jerzens
- カッレス Karres
- カッレーステン Karrösten
- レンゲンフェルト Längenfeld
- ミーミング Mieming
- ミルス・バイ・イムスト Mils bei Imst
- メッツ Mötz
- ナッセアライト Nassereith
- オープスタイグ Obsteig
- エッツ Oetz
- リーツ Rietz
- ロッペン Roppen
- サンクト・レオンハルト・イム・ピッツタール St. Leonhard im Pitztal
- ザウテンス Sautens
- ジルツ Silz
- ゼルデン Sölden
- シュタムス Stams
- タレンツ Tarrenz
- ウムハウゼン Umhausen
- ヴェンス Wenns